# A Borsod Miskolci Kölcsönös Kiházasító Egylet botránya
A Borsod Miskolci Kölcsönös Kiházasító Egylet egy 1863-ban Miskolcon alapított társulat, amelynek működése világbotránnyal végződött.

## Az események

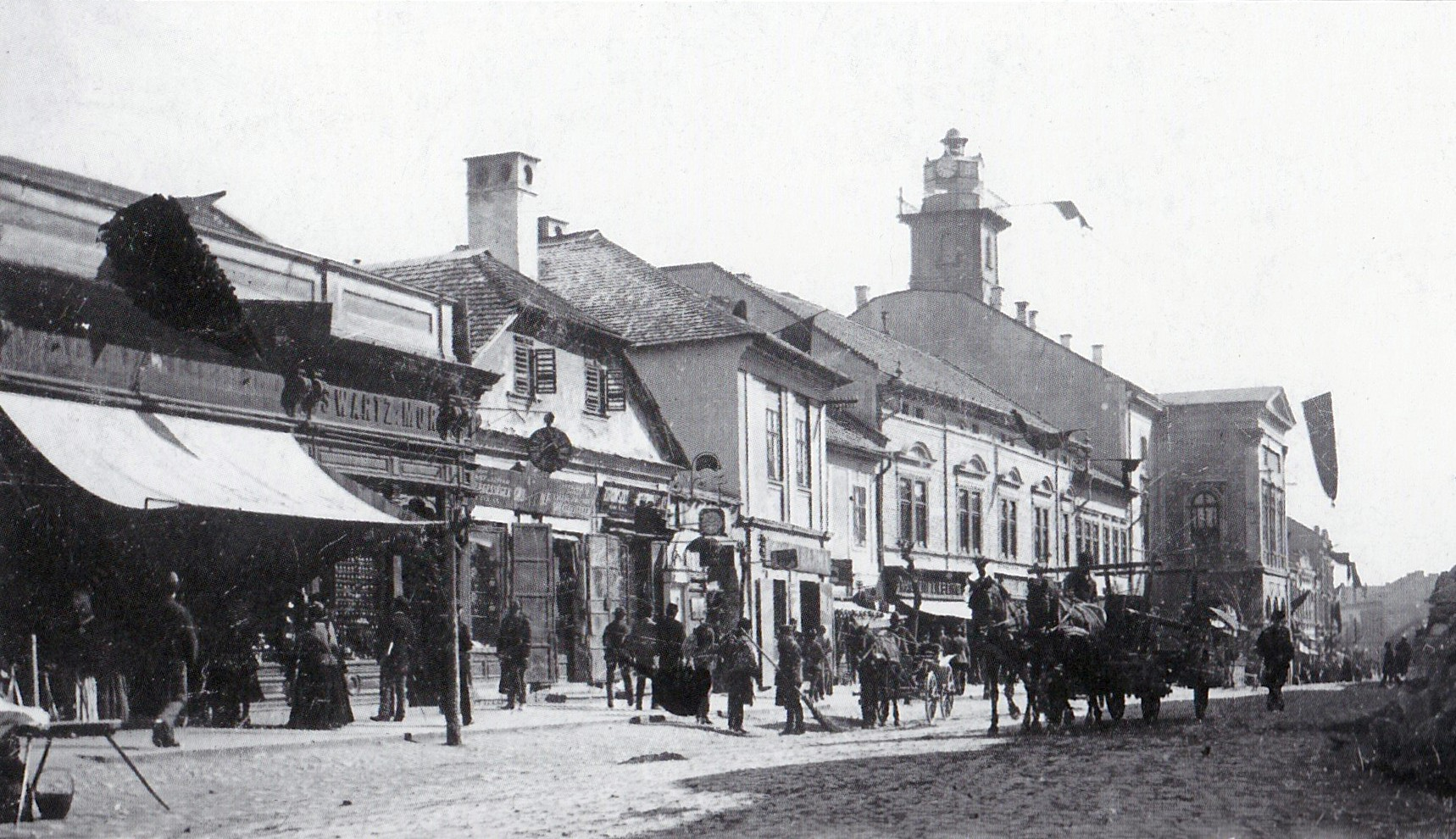
Az egyletnek helyet adó egyemeletes ház, középen

A piramisjátékok egyik korai megvalósításának számító „örökmozgó” segélyegylet kiötlője Jelinek Antal kőműves volt, aki agyafúrt emberként mindig valamilyen „korszakalkotó” találmányon törte a fejét (például olyan repülőgépen, amivel az avasi szőlőkbe lehet eljutni). A feltaláló az általános biztosító társaságok mintájára kiházasítással foglalkozó társulat létrehozását ötlötte ki. Az alapötlet az volt, hogy olyan egyleti tagságot kell felépíteni, akik valamennyi (8, 10, 20, 40 krajcár) tagdíjat fizetnek minden miskolci esküvő után, és ennek fejében a saját házasságkötésükkor 400–800–1000 forintnyi összeget kapnak az egylet tőkéjéből. Mivel házasulandók mindig lesznek, a generációk folyamatosan követik egymást, így a támogatásnak sem lesz vége, és így a vállalkozást sem fenyegeti csőd.
Az egylet titkára Jelinek Antal lett, ügyvezetőnek megnyerte Eördögh István „szilenciumos fiskálist”, azaz kiszuperált ügyvédet, pénztárosnak pedig egy Zathereczky János nevű, csaposlegényből lett asztalost. A cég a Széchenyi utcán, az akkori 21. számú ház első emeletén rendezte be irodáját. A vállalkozás kezdetben nem keltett különösebb feltűnést, ám amikor a legelsőnek befizető pár 28 forint tagsági díj fejében 800 forint hozományt kapott, előbb lassan, majd egyre gyorsuló ütemben beindult az üzlet. Az egyletbe egyre több tag jelentkezett, a befizetések révén ömlött a pénz az egylethez, a vezetők vagyonokat kerestek. A miskolci postahivatal külön részleget hozott létre az egylethez érkező pénzek, levelek kezelésére. 
Az 1870-es évek elejére már negyvenezer taggal rendelkező társaság hatalmas reklámmal dolgozott, nemcsak miskolci és országos lapokban, de külföldön is hirdetett. Miskolcon és az országban sorra alakultak a fiókügynökségek (csak Miskolcon négy kiházasító egylet működött), sőt külföldön is alakult számos ilyen iroda (Amerikában, Afrikában, Ausztráliában). Vezetőik mind elismert, tekintélyes emberek voltak. A kis főutcai vállalkozásból 1871-re világcég lett. 
Az események ezután felgyorsultak: egyre több esküvő volt, szinte robbanásszerűen megnőtt a számuk. Egy ideig még tudott fizetni az egylet, de hamar elfogyott a pénz. Átmenetileg még „hitelbe” eskettek, de a cég 1872-ben végérvényesen csődbe ment. Az országgyűlésben Goldberger Manó képviselő az egylet negyvennyolcezer tagja nevében parlamenti vizsgálatot követelt, a belügyminiszter majdnem belebukott abba, hogy engedélyezte az egyesület alapszabályzatát. A történtekkel világszerte foglalkozott a sajtó, a helyi lapok szerint „pár nap alatt bekövetkezett egy olyan katasztrófa, a minőt még akkoráig Magyarországon nem láttak. … Egy pár ember, akik az első hónapokban házasodtak össze, jól járt. A többi megszámlálhatatlan ezer és ezer ember pedig egész vagyonát oda vesztette.” 
A történtek hatására az egylet vezetőit többéves fegyházbüntetésre ítélték, és mindhárman a börtönben hunytak el (más forrás szerint Jelinek és Zathereczky már ezelőtt meghalt).